# انتاریو شمال باختری
انتاریو شمال باختری ناحیه در کشور کانادا و استان انتاریو است؛ که در شمال و غرب دریاچه سوپریور، غرب خلیج هودسن و خلیج جیمز و شرق استان مانیتوبا واقع شده‌است. انتاریو شمال باختری بیشتر اقلیم فرو شمالگان (subarctic) انتاریو را دربردارد.

## جمعیت
انتاریو شمال باختری کم جمعیت‌ترین ناحیه استان انتاریو است. در حالی که ۵۲٪ این جمعیت نیز تنها در شهر تاندر بی زندگی می‌کنند. بعد از تاندر بی، شهر کنورا (Kenora) تنها شهر ناحیه است که جمعیت آن از ۱۰٬۰۰۰ نفر بیشتر است.
جمعیت این ناحیه در دهه گذشته رو به کاهش بوده‌است که عمده دلیل آن رکود صنعت جنگلداری است. در عین حال افزایش جمعیتی در شهر کنورا دیده می‌شود که دلیل آن احتمالاً رشد جمعیت بومیان و شهرت فزاینده ناحیه به عنوان ناحیه ویلایی تفریحی (cottage country) بوده‌است.